# Patty Chang
Patty Chang (née le 3 février 1972 à San Francisco, en Californie) est une réalisatrice de films et performeuse américaine. Elle vit et travaille à New York. En 2006, The New York Times la décrit comme « l'une de nos plus enthousiasmantes jeunes artistes ». 

## Biographie et œuvre
Patty Chang est née à San Francisco. Elle est diplômée de l'Université de Californie à San Diego en 1994. Issue d'une formation de peintre, elle se fait d'abord connaître à la fin des années 1990 par ses courts-métrages, vidéos et performances artistiques. Patty Chang utilise son propre corps, qui est son premier outil, comme dans l'œuvre Fontaine, où le visage de l'artiste apparaît en plan rapproché, alors qu'elle s'applique à boire sa propre image reflétée dans un miroir recouvert d'eau. Ce rôle central qu'elle joue dans son travail a amené la critique du New York Times à la qualifier d'extrêmement narcissique. Expérimentant les limites du goût et de l'acceptable, le travail de Patty Chang s'inscrit dans la continuité des recherches menées par des artistes des années 1970, dans lesquelles la notion de performance est souvent associée à l'idée d'endurance. Certaines de ses œuvres contiennent des éléments scatologiques (comme Gong Li With The Wind, un court-métrage), et d'autres critiquent la perception du rôle sexuel de la femme (For Paradise, un autre court-métrage). En 2003, elle a enseigné à la Skowhegan School of Painting and Sculpture (en) à Skowhegan, dans le Maine. 

## Expositions
L'œuvre de Patty Chang est reconnue par de multiples organisations culturelles. Elle a eu des expositions monographiques dans de grandes Institutions comme au Museo National de Reina Sofia de Madrid, à la Jack Tilton Gallery à New York en 1999, au Baltic Art Center à Visby en Suède en 2001, au Hammer Museum à Los Angeles en 2005 et au New Museum of Contemporary Art de New York en 2005. 

## Récompenses
En 2003, elle reçoit le prix de la Fondation Rockefeller. En 2008, elle est nommée pour le prix Hugo Boss et reçoit la bourse Guna S. Mundheim Fellow pour l'art visuel à l'American Academy in Berlin (en) en Allemagne, pour l'automne 2008. En 2014, elle reçoit la bourse de la Fondation John-Simon-Guggenheim pour les Beaux-Arts.

## Filmographie
| Titre                                   | Année de réalisation |
| --------------------------------------- | -------------------- |
| Gong Li with the Wind                   | 1996                 |
| Paradice                                | 1996                 |
| Melons (At a Loss)                      | 1998                 |
| Fountain                                | 1999                 |
| Contorsion                              | 2000                 |
| Losing Ground                           | 2000                 |
| Eels                                    | 2001                 |
| In Love                                 | 2001                 |
| Shangri-La                              | 2005                 |
| Condensation of Birds                   | 2006                 |
| Flotsam Jetsam                          | 2007                 |
| The Product Love – Die Ware Liebe       | 2009                 |
| Rather to Potentialities                | 2009                 |
| Route 3                                 | 2011                 |
| Current                                 | 2012                 |
| Invocation for a Wandering Lake, Part 1 | 2014                 |